# Phlegra gagnoa
Phlegra gagnoa là một loài nhện trong họ Salticidae.
Loài này thuộc chi Phlegra. Phlegra gagnoa được Dmitri Viktorovich Logunov & Azarkina miêu tả năm 2006.